# Madonna (video)
Madonna è la prima raccolta video della cantautrice statunitense Madonna, pubblicata per promuovere i singoli contenuti nell'omonimo album.
La cassetta vinse un premio per la miglior opera audiovisiva, assegnato dalla associazione nazionale di merchandising.

## Descrizione
Promossa da Warner Music Video, la compilation contiene i video musicali dei singoli Burning Up e Borderline, il singolo allora corrente Like a Virgin e uno speciale mix dance esteso di Lucky Star. In Lucky Star quando canta "ooh yeah" c'e un effetto eco e l'immagine si ripete tre volte. Like a Virgin, invece, omette la scena in cui si muove la lingua del leone in tempo con la musica. Questi video sono contenuti anche nella compilation del 1990 The Immaculate Collection, con le rispettive modifiche.

## Promozione
Il video è stato promosso al Cabaret Metro club di Chicago, il 9 febbraio 1985. Soprannominato The Virgin Party, l'evento ha attirato circa 1.200 persone e ha promosso LP, audiocassette, CD e videocassette di Madonna. I partecipanti sono stati incoraggiati a vestirsi di bianco. Il prezzo per l'ingresso fu 5 dollari, durante la serata è stata proiettata la prima del video musicale di Material Girl. L'evento è stato organizzato come una serata per promuovere i video musicali caduti dal grande mercato.

## Accoglienza
Jim McCullaugh di Billboard considerò insieme le ottime vendite del video, del recente album in studio di Madonna Like a Virgin e del Virgin Tour.

## Successo commerciale
Madonna arrivò in cima alla classifica di videocassette musicali di Billboard dal 13 aprile 1985 al 9 novembre 1985 (sei mesi):  grazie a questo, diventò l'artista pop dell'anno.

## Tracce
1. Burning Up – 4:00
2. Borderline – 3:55
3. Lucky Star – 5:04
4. Like a Virgin – 3:39